# Pouzolzia niveotomentosa
Pouzolzia niveotomentosa är en nässelväxtart som beskrevs av Wen Tsai Wang. Pouzolzia niveotomentosa ingår i släktet Pouzolzia och familjen nässelväxter. Inga underarter finns listade i Catalogue of Life.